# 1001

## Události
- 13. dubna – v uherské Ostřihomi založeno arcibiskupství
- Jaromír a Oldřich prchají před svým bratrem Boleslavem III. Ryšavým do Bavorska.

## Úmrtí
- ? – Izjaslav Vladimirovič, polocký kníže (* 978)

## Hlavy států
- České knížectví – Boleslav III. Ryšavý
- Svatá říše římská – Ota III.
- Papež – Silvestr II.
- Anglické království – Ethelred II.
- Francouzské království – Robert II.
- Polské knížectví – Boleslav I. Chrabrý
- Uherské království – Štěpán I. svatý